# 集外集拾遗补编
《集外集拾遗补编》是鲁迅的一部诗文集，收录了鲁迅在1898年至1936年所作但未编入前此各文集的论文、序文和杂文。1952年由许广平编辑出版。包括《中国地质略论》，《〈墨经正文〉重阅后记》，《对于“笑话”的笑话》，《中山大学开学致语》，《介绍德国作家版画展》，《自传》，《题〈淞隐漫录〉》，《题〈漫游随录图记〉残本》等。
- 《集外集拾遗补编》1981年收入《鲁迅全集》。
- 《鲁迅全集》,人民文学出版社 第8卷